# Дядо Прас (филм)
„Дядо Прас“ е двусерийна телевизионна продукция, базирана на едноименната книга на Тери Пратчет. За пръв път филмът е излъчен на 17 и 18 декември 2006 г. по Sky One.

## Сюжет
Филмът следва стриктно сюжета на книгата, като някои дребни разлики с българския превод се дължат по-скоро на неточности и пропуски в последния. Пример за това е постоянното настояване на Тийтайм да бъде наричан Театами, което е изцяло пропуснато в превода на книгата.

## Участие на Пратчет
Освен като редактор на сценария, Пратчет участва в последната сцена на филма като продавач на играчки от миналото. Той продава на Смърт дървеното конче, за което Албърт мечтае.

## „Дядо Прас“ в България
В България двете части на филма са излъчени на 23 и 24 февруари 2008 г. от 20:00 по Диема Фемили с дублаж на български. Най-новото му излъчване е на 20 и 21 февруари 2010 г. по Диема 2. Ролите се озвучат от артистите Христина Ибришимова, Даниела Йорданова, Николай Николов, Здравко Методиев и Димитър Иванчев.